# 卡扎克
卡扎克（法語：Cazac，法語發音：[kazak]）是法国上加龙省的一个市镇，属于圣戈当区。

## 地理
卡扎克（43°20'49"N, 0°56'39"E）面积6.23 平方千米，位于法国奧克西塔尼大區上加龙省，该省份为法国西南部内陆省份，西南端与西班牙接壤，自此顺时针与上比利牛斯省、热尔省、塔恩-加龙省、塔恩省、奥德省和阿列日省接壤。
与卡扎克接壤的市镇（或旧市镇、城区）包括：卡斯蒂-拉布朗德、波梅斯堡、里奥拉、塞纳朗。

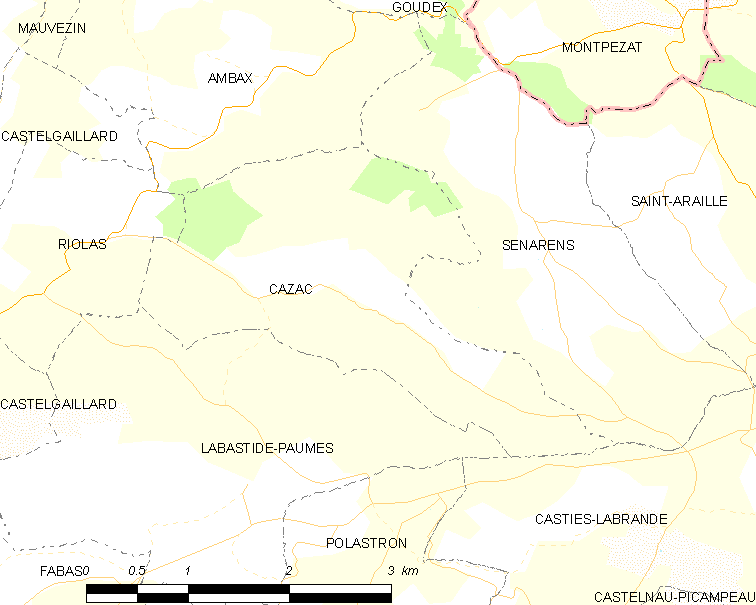
卡扎克的OSM定位图

卡扎克的时区为UTC+01:00、UTC+02:00（夏令时）。

## 行政
卡扎克的邮政编码为31230，INSEE市镇编码为31593。

## 政治
卡扎克所属的省级选区为卡泽尔县。

## 人口

1962-2008年间卡扎克人口变化图示

卡扎克于2022年1月1日时的人口数量为78人。